# Самардак, Владимир Алексеевич
Владимир Алексеевич Самардак (укр. Володимир Олексійович Самардак; род. 1952) — советский и украинский спортсмен и тренер по тяжёлой атлетике; Мастер спорта СССР, Заслуженный тренер Украины, Заслуженный работник физической культуры и спорта Украины (2012). Судья международной категории, старший тренер сборной команды Луганской области по тяжёлой атлетике. Является автором научно-методических наработки по подготовке спортсменов-тяжелоатлетов.

## Биография
Родился 7 декабря 1952 года.
После окончания школы работал слесарем шахты «Красный партизан» Свердловского района Луганской области. Получил высшее образование по специальности учитель физики и математики в Луганском педагогическом институте, окончив его в 1979 году.
В 1974—1976 годах находился в рядах Советской армии. По окончании военной службы приехал в Беловодский район Луганской области. Здесь в 1979—1980 годах был учителем физики и математики Новолимаревской восьмилетней школы Беловодского района. В 1980—1985 годах директор Зеликивской восьмилетней школы Беловодского района; в 1985—1988 годах — директор Беловодской средней школы № 1. В 1988—2002 годах работал учителем физики и математики в этой же школе.
Занимаясь ранее тяжёлой атлетикой, с 1992 по 2002 годы работал по совместительству тренером по тяжелой атлетике СДЮШОР областного совета «Колос». С 2002 года полностью перешел на работу тренера этой же школы. Одновременно с 2000 года занимался общественной деятельностью — является депутатом Беловодского районного четырёх созывов.
В. А. Самардак воспитал 20 мастеров спорта и 5 мастеров спорта международного класса — многократных призеров чемпионатов мира, Европы, Украины и Луганской области. Среди них — Олег Чумак, Юлия Деркач, Екатерина Дрюмова, Яна Дяченко, Леонтий Мирошник.
«Почетный гражданин Беловодщины».